# Miika Koppinen

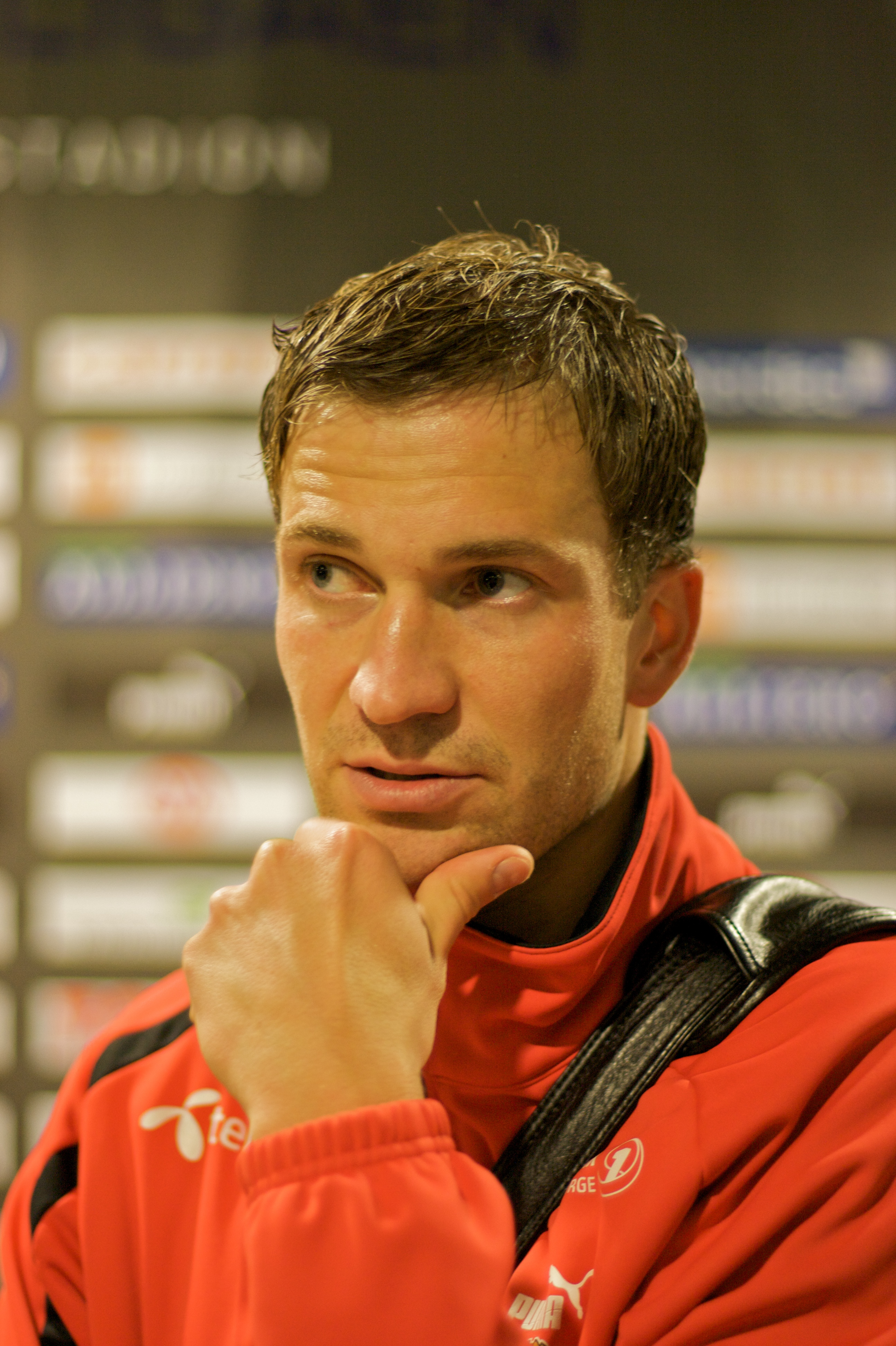
Miika Koppinen

Miika Johannes Koppinen  (5 de Julho de 1978) é um jogador finlandês de futebol, atualmente defendendo o Rosenborg da Noruega. Atua como defensor.
Transferiu-se para o Rosenborg em 2005 quando deixou o Tromsø em uma negociação sem valores. Já atuou pela seleção finlandesa e pelos clubes FF Jaro e Kokkolan Palloveikot. 